# Kericho
Kericho je grad u kenijskoj provinciji Rift Valley, sjedište okruga Kericho. Nalazi se na jugozapadu države, 50-ak km istočno od Viktorijinog jezera. Zbog svojeg smještaja na čak 2000 metara nadmorske visine i zbog gotovo svakodnevnih kišâ, centar je kenijske proizvodnje čaja (glavni gradski trg nosi naziv Chai Square).
Godine 1999. Kericho je imao 82.126, a prema procjeni iz 2005. 107.941 stanovnika. Iz ovog područja dolazi veliki broj poznatih kenijskih atletičara, trkača na srednjim i dugim prugama.